# Bolanle Austen-Peters
Bolanle Austen-Peters es una abogada y directora de cine y teatro nigeriana. Es la fundadora y directora general de Terra Kulture, un centro de arte y cultura nigeriano ubicado en Lagos. Su compañía de cine y teatro, BAP Productions ha producido diversos musicales y películas, incluidas 93 Days, Bling Lagosians, Collision y Man of God.
Como productora y directora de cine y teatro sus obras han viajado hasta el West-end de Londres, Sudáfrica y Egipto. 93 Days y Bling Lagosians fueron seleccionadas en festivales de cine como el Festival Internacional de Cine de Toronto y el de Chicago.

## Biografía
Austen-Peters nació el 4 de febrero de 1969. Asistió a la Command Secondary School Ibadan, la International School Ibadan y la Universidad de Lagos para sus estudios de pregrado y obtuvo una maestría en Derecho Internacional de la Escuela de Economía de Londres.

## Carrera

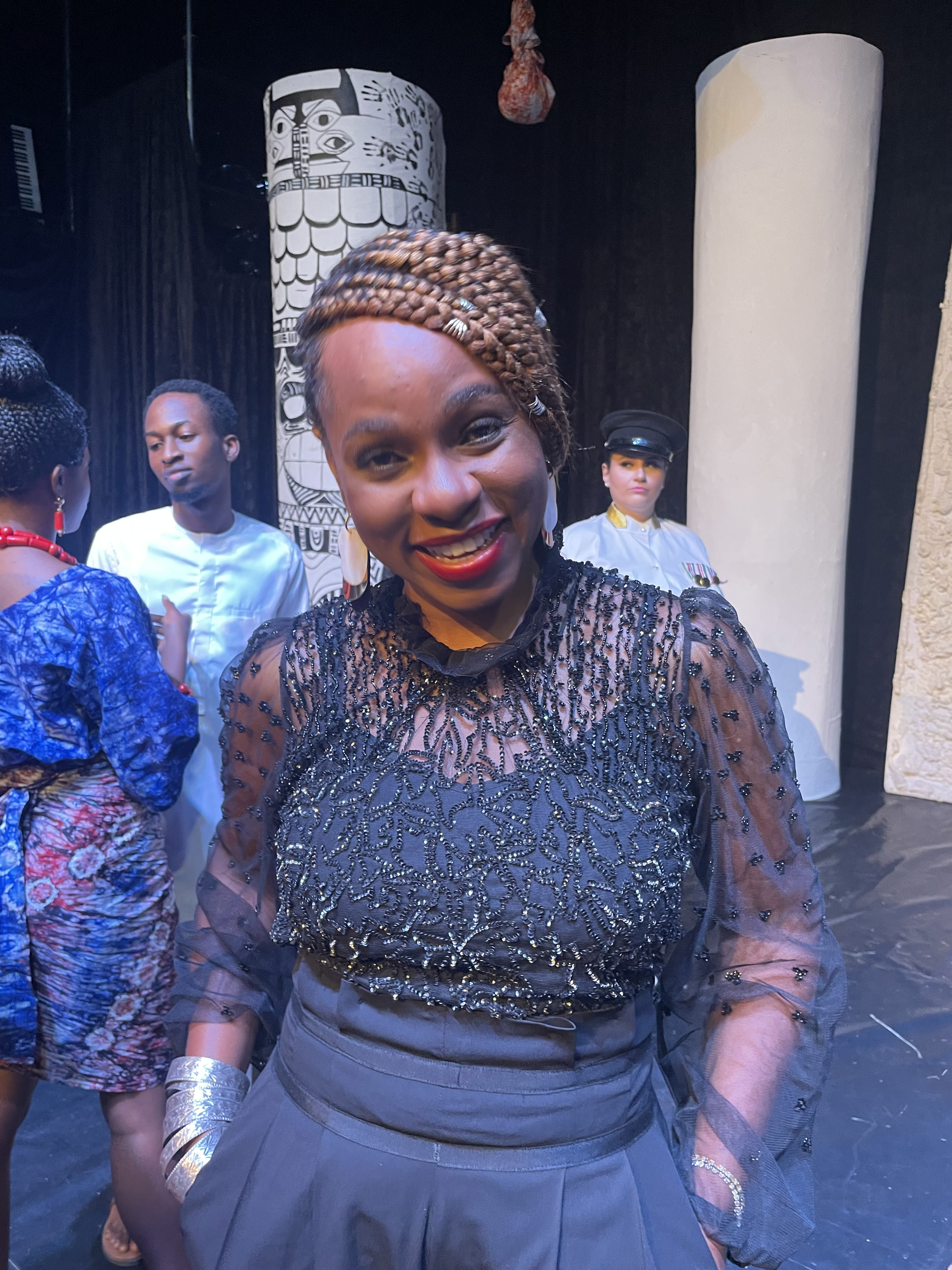
Bolanle Austen Peters en TerraKulture (3 de enero de 2022)

Comenzó su carrera en el bufete de abogados de su padre, mientras seguía enviando solicitudes de empleo a otras empresas. Posteriormente, consiguió trabajo como secretaria de empresa del Alto Comisionado de las Naciones Unidas para los Derechos Humanos en Suiza. Después de un tiempo, pasó al Alto Comisionado de las Naciones Unidas para los Refugiados y al Programa de las Naciones Unidas para el Desarrollo.
En 2003, fundó Terra Kulture Arts and Studios Limited, una organización educativa-recreativa y el primer teatro ultramoderno de propiedad privada en Nigeria.
En 2013, estableció su propia compañía de producción llamada Bolanle Austen-Peters Productions (BAP). Su primera producción fue SARO the Musical. El espectáculo estuvo de gira en Lagos y se presentó en el West End de Londres del 21 al 25 de julio de 2016. En diciembre de 2017, dirigió el musical Fela y The Kalakuta Queens. En 2018, dirigió Moremi the Musical.
En 2015, BAP inició la producción de la película 93 Days, un largometraje sobre el brote de ébola en Nigeria estrenado el 13 de septiembre de 2016 en Lagos. La película fue seleccionada para su estreno y visualización en el Festival Internacional de Cine de Toronto, el Festival de Chicago, el Festival de Cine Panafricano de Los Ángeles, el Festival de Cine de Johannesburgo, el Festival de Cine de África en Colonia, Alemania, y fue nominado a un premio RapidLion. También recibió un total de trece nominaciones en los premios Africa Magic Viewers Choice Awards 2017, recibiendo un premio al mejor diseñador de iluminación. 93 days fue nominada en 7 categorías para los Premios de la Academia Africana de Cine de 2017, siendo la más nominada del evento.
En 2019, BAP Productions lanzó The Bling Lagosians, una película sobre el estilo de vida de la clase alta de Lagos.
Bolanle ha aparecido tres veces consecutivas en Forbes Afrique como una de las mujeres más influyentes de África. También fue descrita por CNN como la 'pionera del teatro en Nigeria'.